# National Airlines (1998)
National Airlines war eine auf dem McCarran International Airport in Las Vegas ansässige US-amerikanische Fluggesellschaft, die ihren Betrieb im November 2002 eingestellt hat.

## Geschichte
Ende der 1990er-Jahre zeigten Prognosen, dass die Gästezahlen in Las Vegas bis zum Jahr 2000 um 20 Prozent steigen würden. Gleichzeitig hatten jedoch zahlreiche Fluggesellschaften, darunter Southwest Airlines und America West Airlines, ihre Passagierkapazitäten auf den Strecken nach Las Vegas reduziert. Mehrere Casinobetreiber befürchteten, dass die Anzahl der täglichen Flüge nicht ausreichen würde, um die künftige Auslastung der Hotels zu garantieren.
Im Sommer 1998 investierten die Hotelgruppen Harrah's Entertainment und Rio All-Suite Hotel and Casino gemeinsam 30 Millionen US-Dollar in die Gründung einer Fluggesellschaft, die zunächst preisgünstige Direktverbindungen zwischen der Ostküste der Vereinigten Staaten und Las Vegas anbieten sollte. Hierzu wurde das Nutzungsrecht für den Namen National Airlines von der Pan Am Liquidating Corporation erworben. Als weiterer Investor beteiligte sich die Holding Wexford Capital Management, Eigentümerin der Regionalfluglinie Chautauqua Airlines, mit sieben Millionen US-Dollar an dem Unternehmen. Michael J. Conway, der im Jahr 1981 die America West Airlines mitgegründet hatte, wurde mit der Leitung der neuen Gesellschaft betraut. Die Aufnahme des Flugbetriebs erfolgte im Frühjahr 1999 mit zwei geleasten Boeing 757. Im Folgejahr betrieb National Airlines dreizehn Maschinen dieses Typs und bot planmäßige Verbindungen von Chicago Midway, Dallas/Fort Worth, Los Angeles, Philadelphia, San Francisco sowie von den New Yorker Flughäfen John F. Kennedy und Newark nach Las Vegas an.
Die Gesellschaft flog einen durchschnittlichen Verlust von zwei Millionen US-Dollar pro Monat ein und beantragte im Dezember 2000 Gläubigerschutz nach dem Chapter 11 des US-Insolvenzrechts. Das Unternehmen bekam vom Konkursgericht die Vorgabe, bis zum 22. Juni 2001 einen langfristigen Finanzierungsplan vorzulegen oder den Flugbetrieb einzustellen. Auf der Suche nach Investoren wurden ab Mai 2001 Verhandlungen mit der International Lease Finance Corporation (ILFC) sowie mit Carl Icahn geführt, dem ehemaligen Hauptanteilseigner der Trans World Airlines (TWA), die aber erfolglos verliefern. Der Konkurs konnte kurzfristig abgewendet werden, weil die Leasinggeber dazu bereit waren, die Raten für die gemieteten Flugzeuge zu reduzieren. Der Flugbetrieb blieb dennoch stark defizitär. Allein zwischen Dezember 2000 und September 2001 beliefen sich die Verluste auf 23 Millionen US-Dollar. Infolge der Terroranschläge vom 11. September 2001 richtete die US-Regierung das Air Transportation Stabilization Board ein, über das National Airlines und weitere Fluggesellschaften ab Herbst 2001 finanzielle Unterstützung in Form von Darlehen erhielten. Durch diese öffentlichen Mittel konnte die Insolvenz verhindert und der Betrieb fortgesetzt werden.
National Airlines bekam öffentliche Darlehen in einer Gesamthöhe von 50,5 Millionen US-Dollar, bis das Hilfsprogramm im August 2002 auslief. Weil die Gesellschaft noch unter Gläubigerschutz stand, musste sie dem Konkursgericht nun einen Finanzierungsplan in Höhe von 112 Millionen US-Dollar vorweisen, um den Betrieb langfristig fortsetzen zu dürfen. Nachdem Ende Oktober 2002 deutlich wurde, dass National Airlines die zugesicherten Finanzierungsmaßnahmen nicht einhalten konnte, musste sie den Flugbetrieb am 6. November 2002 einstellen und Insolvenz anmelden.

## Flotte
- Boeing 757-200